# 거제 청곡리 지석묘
거제 청곡리 지석묘(巨濟 靑谷里 支石墓)는 대한민국 경상남도 거제시 사등면 청곡리에 있는 고인돌이다.
1983년 12월 20일 경상남도의 문화재자료 제88호 청곡리 지석묘으로 지정되었다가, 2018년 12월 20일 현재의 명칭으로 변경되었다.

## 개요
지석묘는 청동기시대의 대표적인 무덤으로 고인돌이라고도 부르며, 주로 경제력이 있거나 정치권력을 가진 지배층의 무덤으로 알려져 있다.
우리나라의 고인돌은 4개의 받침돌을 세워 돌방을 만들고 그 위에 거대하고 평평한 덮개돌을 올려 놓은 탁자식과, 땅속에 돌방을 만들고 작은 받침돌을 세운 뒤 그 위에 덮개돌을 올린 바둑판식으로 구분된다.
경상남도 거제시 사등면 국도변에 약 50m의 간격을 두고 바둑판식 고인돌 3기가 있다. 국도변 언덕에 있는 1호는 현무암으로 된 덮개돌을 2개의 작은 받침돌이 받치고 있는 모습이다. 이 고인돌의 머리가 향하는 마을은 망한다는 전설이 있어서 옛날부터 마을사람들이 돌머리를 돌리는 싸움을 했다고 하는데, 지금에 와서는 서로 화합하여 마을 중간지점으로 돌머리를 돌려 놓았다고 한다.
2호는 국도변에서 50m 지점의 밭 가운데에 있는데 중간이 파괴된 채 흙속에 묻혀 있어 하부구조를 파악하기 어렵다. 3호는 청곡 마을 입구에 있는데, 동네 수호신 같이 동네를 지키고 있으며, 정월 대보름이면 이곳에서 마을사람들이 안락제를 지냈다고 한다.

## 참고 문헌
- 거제 청곡리 지석묘 - 국가유산청 국가유산포털